# Pokoj slz
Slzavý pokoj, či pokoj nebo místnost slz apod. (latinsky Camera Lacrimatoria, italsky Stanza delle Lacrime), nazývaný také místnost pláče (italsky Stanza del Pianto), je malá, asi 9 m2 velká předsíň Sixtinské kaple ve Vatikánu, kde se nově zvolený papež poprvé obléká do papežské sutany před vstupem na balkón na Svatopetrském náměstí.

## Název
Slzavý pokoj dostal svůj název podle slz, které zde prolévali nově zvolení papežové.

## Sixtinská kaple
Místnost se nachází na levé straně od oltáře Sixtinské kaple. Jseou zde uloženy tři různé velikosti papežských oděvů (velké, střední a malé), z nichž si nový pontifik může vybrat a zpočátku se do nich obléknout   a také sedm krabic bílých papežských bot různé velikosti. Kromě toho se v místnosti nacházejí alby, ornáty a kopy, které nosili různí papežové v průběhu let, včetně kopy Pia VI. a štóly Pia VII. 

## Dějiny
Říká se, že papež Lev XIII. při svém zvolení v roce 1878 plakal. Po svém zvolení v konkláve v roce 1958 nový papež Jan XXIII. při pohledu do zrcadla v papežské sutaně pronesl žertovnou poznámku: „Tento muž bude v televizi katastrofa!“.  Po papežské konkláve v roce 2005 nový papež Benedikt XVI. byl při vstupu do místnosti rozrušený, ven však vyšel v lepší náladě. 

## Ve filmu
- Místnost se objevuje ve filmu z roku 2019 Dva papežové, zobrazující fiktivní okamžik, kdy si papež Benedikt XVI. a papež František dávají pizzu. [9]